# Shotts
Shotts är en ort i Storbritannien. Den ligger i kommunen North Lanarkshire och riksdelen Skottland, i den centrala delen av landet, 500 km nordväst om huvudstaden London. Shotts ligger 216 meter över havet och antalet invånare är 8 235.
Terrängen runt Shotts är platt, och sluttar västerut. Runt Shotts är det ganska glesbefolkat, med 34 invånare per kvadratkilometer. Närmaste större samhälle är Wishaw, 9,5 km sydväst om Shotts. I omgivningarna runt Shotts växer i huvudsak blandskog.